# معهد التقنيات المتقدمة في العلوم الإنسانية
معهد التقنيات المتقدمة في العلوم الإنسانية (IATH) عبارة عن وحدة بحثية في جامعة فيرجينيا، بالولايات المتحدة الأمريكية. وهو يهدف إلى استكشاف وتطوير تقنية المعلومات كأداة لأبحاث العلوم الإنسانية العلمية. ولتحقيق ذلك الغرض، يوفر معهد التقنيات المتقدمة في العلوم الإنسانية للزملاء الاستشارات والدعم الفني وتطوير التطبيقات ومنشآت النشر المربوطة بالشبكات. كما أنه يقوم كذلك بتنمية الشراكات والمشاركة في مبادرات حساب العلوم الإنسانية مع المكتبات والناشرين وشركات تقنية المعلومات ومنظمات العلماء وغيرها من المجموعات التي تتعامل مع أجهزة الكمبيوتر والإرث الثقافي في ذات الوقت.
وتعد مشروعات الأبحاث والمقالات والوثائق المتاحة أدناه منتجات للتعاون الفريد بين كلية العلوم الإنسانية وأبحاث علوم الكمبيوتر ومحترفي الكمبيوتر ومساعدي الطلبة ومديري المشروعات ومكتبة الكلية وفريق العمل. وفي العديد من الحالات، يتم دعم هذا العمل من خلال وكالات التمويل الخاصة أو الفيدرالية. وفي كل الحالات، يكون هذا العمل مدعومًا من خلال الإدارات الرئيسية للزملاء والكلية أو المدرسة التي تنتمي إليها تلك الإدارات، ومكتبة جامعة فيرجينيا، ونائب الرئيس للأبحاث والخدمات العامة، ونائب الرئيس ومدير المعلومات، والعميد، ورئيس جامعة فيرجينيا.

## معلومات تاريخية
تم تأسيس معهد التقنيات المتقدمة في العلوم الإنسانية في جامعة فيرجينيا في عام 1992، من خلال منحة ضخمة من شركة IBM بالإضافة إلى التزام بالدعم على مدار سنوات متعددة من الجامعة.
ويعمل مؤسسو معهد التقنيات المتقدمة في العلوم الإنسانية في مجال الكمبيوتر والعلوم الإنسانية والدراسات الرقمية والإدارة الأكاديمية. ومنذ عام 1992، بدأت لجنة قيادة من العلماء، تضم إدوارد آيرس وآلان باتسون وجيروم ماك جان وكيندون ستابس وويليام ولف في إدارة معهد التقنيات المتقدمة في العلوم الإنسانية. وقد قامت لجنة بحثية بتكليف من لجنة القيادة بتنفيذ عملية البحث عن مدير للمعهد. وقد تم اختيار جون آنسورث، وبدأت فترة إدارته للمعهد في الأول من سبتمبر عام 1993.
وقد حصل معهد التقنيات المتقدمة في العلوم الإنسانية على منح مالية عينية تزيد على 9 ملايين دولار أمريكي منذ بدأ العمل. ومعظم هذا التمويل يأتي من الوكالات الفيدرالية ومن المؤسسات الخاصة، وقد تم إنفاقه لدعم أبحاث الكليات والتعليم في مختلف أرجاء الجامعة.

## وصلات خارجية
- Institute for Advanced Technology in the Humanities, website